# La marina è vittoriosa
La marina è vittoriosa (The Navy Comes Through) è un film del 1942 diretto da A. Edward Sutherland.
È un film di guerra statunitense con Pat O'Brien, George Murphy e Jane Wyatt ambientato nel 1940 durante la seconda guerra mondiale. È basato sul racconto breve del 1939 Pay to Learn di Borden Chase. Fu candidato per un Academy Award per i migliori effetti speciali (Vernon L. Walker, James G. Stewart).

## Trama
Un ufficiale di marina, degradato a marinaio semplice, dimostra, durante la guerra, di non essere il vigliacco che tutti credono ma, al contrario, un eroe. Il suo comandante, che lo disprezzava e aveva impedito alla propria sorella di fidanzarsi con l'ex ufficiale, dopo la revisione del processo lo riabilita.

## Produzione
Il film, diretto da A. Edward Sutherland su una sceneggiatura di Roy Chanslor e Æneas MacKenzie, un adattamento di Earl Baldwin e John Twist e un soggetto di Borden Chase (autore del racconto), fu prodotto da Islin Auster per la RKO Radio Pictures e girato dal 2 giugno a fine luglio 1942. I titoli di lavorazione furono  Pay to Learn e  Battle Stations.

## Distribuzione
Il film fu distribuito con il titolo The Navy Comes Through negli Stati Uniti dal 30 ottobre 1942 (première alla Treasure Island Naval Base di San Francisco il 27 ottobre) al cinema dalla RKO Radio Pictures.
Altre distribuzioni:
- in Svezia l'11 ottobre 1943 (Havets musketörer)
- in Francia il 13 ottobre 1944 (La marine triomphe)
- in Austria nel 1945 (Die Flotte bricht durch)
- in Belgio il 9 marzo 1945 (La marine triomphe)
- in Danimarca il 14 maggio 1945 (Flåden klarer sig)
- nei Paesi Bassi il 10 agosto 1945 (Verlaat je op de vloot)
- in Portogallo il 15 settembre 1945 (Submarinos à Vista)
- in Giappone il 29 giugno 1951
- nelle Filippine il 29 aprile 1952
- in Brasile (A Marinha Está Chegando e Emboscada em Alto Mar)
- in Grecia (Iroes tou Atlantikou e Zito o stolos)
- in Italia (La marina è vittoriosa)